# Тьюксбері (Массачусетс)
Тьюксбері (англ. Tewksbury) — місто (англ. town) в США, в окрузі Міддлсекс штату Массачусетс. Населення — 31 342 особи (2020).

## Демографія
Згідно з переписом 2010 року, у місті мешкала 28 961 особа в 10 492 домогосподарствах у складі 7744 родин. Було 10848 помешкань
Расовий склад населення:
| - 94,4 % — білих - 2,7 % — азіатів - 1,1 % — чорних або афроамериканців - 0,1 % — корінних американців |

До двох чи більше рас належало 1,2 %. Частка іспаномовних становила 2,1 % від усіх жителів.
За віковим діапазоном населення розподілялося таким чином: 22,6 % — особи молодші 18 років, 62,9 % — особи у віці 18—64 років, 14,5 % — особи у віці 65 років та старші. Медіана віку мешканця становила 42,8 року. На 100 осіб жіночої статі у місті припадало 94,2 чоловіків;  на 100 жінок у віці від 18 років та старших — 91,4 чоловіків також старших 18 років.
Середній дохід на одне домашнє господарство  становив 106 704 долари США (медіана — 93 817), а середній дохід на одну сім'ю — 126 159 доларів (медіана — 111 449). Медіана доходів становила 71 899 доларів для чоловіків та 60 928 доларів для жінок. За межею бідності перебувало 5,4 % осіб, у тому числі 6,8 % дітей у віці до 18 років та 6,4 % осіб у віці 65 років та старших.
Цивільне працевлаштоване населення становило 16 940 осіб. Основні галузі зайнятості: освіта, охорона здоров'я та соціальна допомога — 23,3 %, виробництво — 14,5 %, науковці, спеціалісти, менеджери — 13,7 %.